# Vitbergen
Vitbergen är sedan 1994 ett naturreservat vid Vitberget, 5 km sydväst om Kalvträsk i Skellefteå kommun.
Området består av ett kuperat sammanhängande urskogsartat bergsområde på 900 hektar vid Sävaråns källflöden. Vissa partier har spår efter skogsbränder. Det är förbjudet att tälta, framföra motorfordon (som snöskoter) eller att göra upp eld i reservatet.